# 에스타디오 메트로폴리타노 시우다드 데 이타귀
에스타디오 프랑시스코 리베라 에스코바르(스페인어: Estadio Metropolitano Ciudad de Itagüí)는 콜롬비아 안티오키아주 이타귀에 위치한 다목적 경기장이다. 주로 레오네스 FC의 축구 경기에 사용되며, 12,000명의 관중을 수용할 수 있다.